# Calvillo (Aguascalientes)
Calvillo (alter Name Huejúcar) ist eine Stadt mit etwa 21.000 Einwohnern und der Hauptort der gleichnamigen Gemeinde (municipio) mit insgesamt gut 58.000 Einwohnern im Nordosten des mexikanischen Bundesstaates Aguascalientes. Der Ort ist seit dem Jahr 2012 als Pueblo Mágico eingestuft.

## Lage und Klima
Die Stadt Calvillo liegt am Flüsschen La Labor im mexikanischen Hochland ca. 52 km (Fahrtstrecke) westlich der Stadt Aguascalientes in einer Höhe von ca. 1630 m; die Stadt Zacatecas liegt gut 160 km nördlich. Das Klima ist warm und trocken; der spärliche Regen (ca. 490 mm/Jahr) fällt nahezu ausschließlich im Sommerhalbjahr.

## Bevölkerungsentwicklung
| Jahr      | 2000   | 2020   |
| Einwohner | 17.980 | 21.049 |

Das leichte Bevölkerungswachstum beruht im Wesentlichen auf der Zuwanderung von Familien und Einzelpersonen aus dem Umland. Ein Großteil der zumeist indianisch-stämmigen Einwohner der Gemeinde spricht Spanisch.

## Wirtschaft
Vom ausgehenden 17. bis ins frühe 20. Jahrhundert hinein war Calvillo Zentrum eines Gebiets mit mehreren Silberminen. Auf den Feldern in der Umgebung werden Mais, Bohnen, Gemüse, Agaven und Opuntien angebaut; im Ort selbst gibt es kleine Handwerksbetriebe und Geschäfte.

## Geschichte
Im Jahr 1694 wurde der Platz von Minenprospektoren als Siedlung ausgewählt; 1771 stiftete Don José Calvillo, der Verwalter der Hacienda San Nicolas, einen größeren Geldbetrag, der die Gründung von Huejúcar zur Folge hatte. Der Ort wurde im Jahr 1848 zur Stadt (villa) erhoben und erhielt den Namen seines Gönners.

## Sehenswürdigkeiten
- Die Iglesia de la Virgen de Guadalupe wurde im Jahr 1765 an der Stelle eines zu klein gewordenen Vorgängerbaus errichtet. Sie ist einschiffig, verfügt aber über Seitenkapellen.
- Die Parroquia del Señor del Salitre besitzt eine der größten Kuppeln Mittel- und Südamerikas.

Umgebung
- Die Iglesia de la Inmaculada Concepción im zur Gemeinde gehörenden Nachbarort Ojocalientes ist ein moderner Bau aus der zweiten Hälfte des 20. Jahrhunderts.
- Der etwa 13 km nördlich gelegene Templo del Señor de Tepozán ist alljährlich Ziel einer regional bedeutenden Wallfahrt.